# آنیه‌لین
آنیه‌لین (به لاتین: Anielin) یک روستا در لهستان است که در Gmina Okonek واقع شده‌است.